# Euodynerus crypticus
Euodynerus crypticus är en stekelart som först beskrevs av Thomas Say 1823.  Euodynerus crypticus ingår i släktet kamgetingar, och familjen Eumenidae.

## Underarter
Arten delas in i följande underarter:
- E. c. balteatus
- E. c. stricklandi

## Bildgalleri

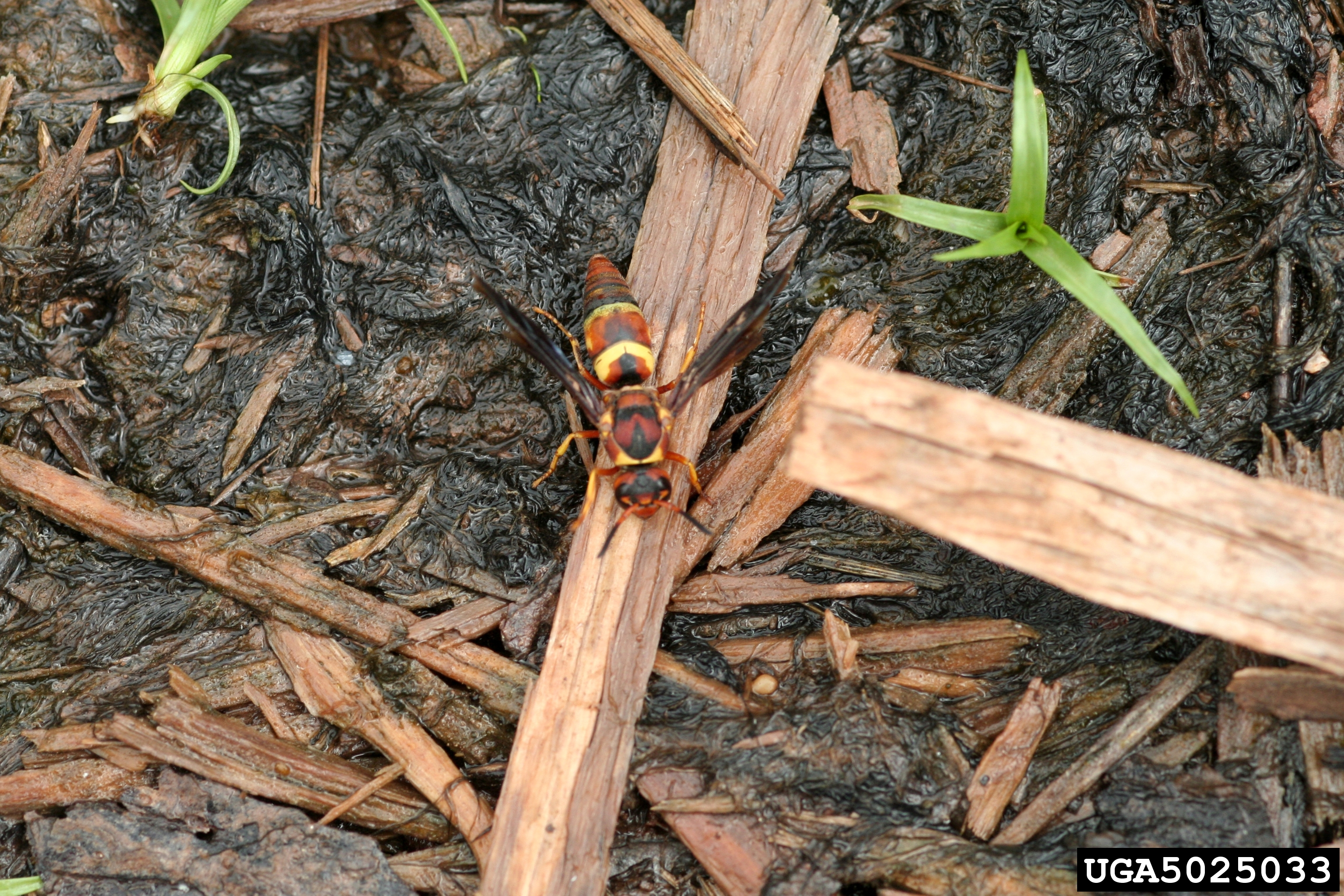